# Cecilia Baring
Cecilia Annetta Baring, baronessa Suffield (1834 – 16 febbraio 1911), è stata una nobildonna inglese.

## Biografia
Era la figlia di Henry Baring e di Cecilia Anne Windham.

## Matrimonio
Sposò, il 4 maggio 1854, Charles Harbord, V barone Suffield, figlio di Edward Harbord, III barone Suffield, e di Emily Harriet Shirley. Ebbero cinque figli:
- Charles Harbord, VI barone Suffield (14 giugno 1855-10 febbraio 1924);
- Lady Cecilia Margaret Harbord (15 giugno 1856-6 ottobre 1934), sposò Charles Wynn-Carington, I marchese di Lincolnshire, ebbero sei figli;
- Lady Alice Marion Harbord (23 giugno 1857-?), sposò Charles William Mills, II barone di Hillingdon, ebbero due figli;
- Lady Elizabeth Evelyn Harbord (23 febbraio 1860-19 febbraio 1957), sposò Sir George Manners Astley, XX Lord Hastings, ebbero sei figli;
- Lady Bridget Louisa Harbord (?-24 settembre 1951), sposò sir Derek William George Keppel, ebbero tre figlie.

Ha ricoperto la carica di Lady of the Bedchamber della regina Vittoria e della regina Alessandra.

## Morte
Morì il 16 febbraio 1911.